# Bratři Daltonovi

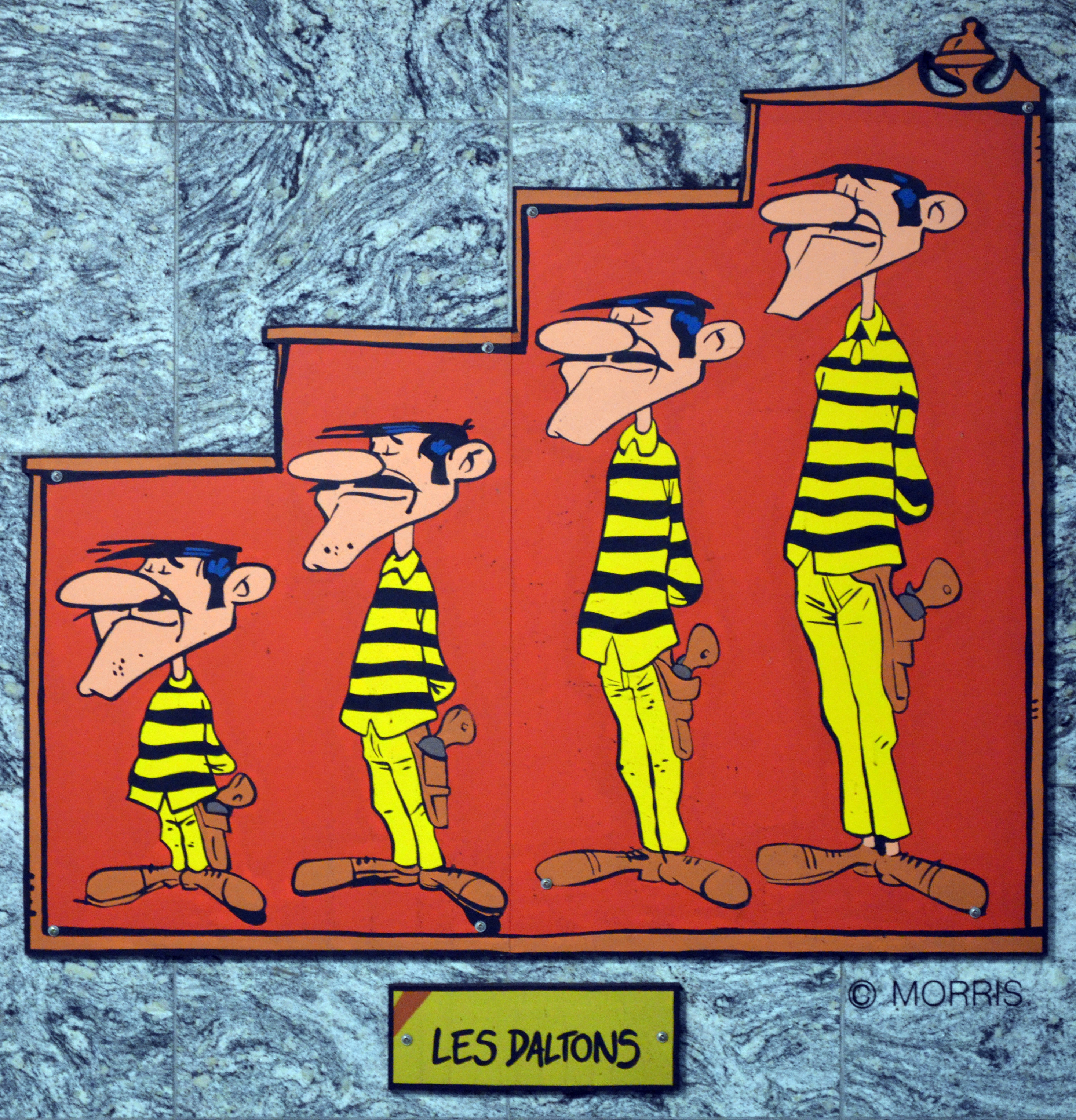
Bratři Daltonovi seřazení podle velikosti

Bratři Daltonovi jsou fiktivní westernové postavy, které se pravidelně objevují v komiksech o Lucky Lukovi a jsou jeho zapřisáhlí nepřátelé. Byli vytvořeni duem Morris a René Goscinny.

## Originální
„Praví“ Daltonové – Bob, Grat, Bill a Emmett – se objevili v dobrodružstvích Luckyho Luka napsaných a ilustrovaných Morrisem v roce 1951. Jediný rozdíl mezi nimi a novějšími Daltony byla jejich výška, která se měnila od Boba, nejmenšího a nejnebezpečnějšího, po Emmetta (který byl v reálném životě vlastně nejmladší). Tito Daltonové byli znázorňováni jako mnohem větší hrozba, než jejich pozdější nástupci. Všichni čtyři měli velmi pochmurné postavení.
Na konci příběhu se Daltonové připletli do vyvraždění Coffevillu v Kansasu, kde byli zavražděni i dva z bratrů: Bob a Grat. Emmett zůstal zraněn a uvězněn. Bill se tohoto nájezdu neúčastnil.

## Fiktivní
V pozdějších příbězích se objevují fiktivní bratranci Daltonů. Jsou to bratři: Joe, William, Jack a Averell. Vypadají přesně jako jejich bratranci a opět je každý z nich vyšší než ten předcházející, nicméně se liší v charakterech: od Joa, výbušného vůdce, až k zabedněnému Averellovi, jehož myšlenky se zaměřují hlavně na jídlo. Tito Daltonové se objevují v mnoha příbězích Luckyho Luka, od jejich častého útěku z vězení, dokud je Lucky Luke zase nepošle zpátky.
Daltonové se také objevili ve vedlejší edici Rantanplan, stejně jako v mnoha epizodách různých animovaných sérií Luckyho Luka. V další vedlejší edici Lucky Kid se objevili v příběhu zvaném „Oklahoma Jim“, kde se poprvé setkali s Lucky Lukem, ještě jako děti.

### Joe Dalton
Nejmenší, nejstarší a nejinteligentnější z bratrů. Cholerik, který nesnáší Luckyho Luka a hloupého policejního psa Tramtabuma, který je k němu často připoutaný, aby mu zabránil v útěku z vězení.
Joe se chová potřeštěně, kdykoli uvidí Luka nebo jen uslyší jeho jméno. Když je naštvaný, je to obvykle Averell, kdo dostane výprask. Jeho nejvyšší bratr má také talent rozčilovat Joa a je potřeba vynaložit hodně úsilí znovu Joa uklidnit. Zásluhou své povahy je Joe nejnebezpečnější z Daltonů. Rychle vytahuje zbraně na kteréhokoli nešťastníka, který jej rozčiluje, nejčastěji na Luckyho Luka. Naštěstí je v naštvání mizerný střelec, a častěji mine cíl, nebo je odzbrojen dříve než může vystřelit.

### Jack a William Daltonové
Prostřední bratři mají poněkud bezbarvitější osobnosti a normálně jsou zaměstnáni uklidňováním Joa, aby mu zabránili v napadnutí Averella, kterému bývá řečeno, aby sklapl. Často opakují stejnou větu. V prvním komiksu byl William mistr převleků a Jack maniak na zbraně, jenže se tyto povahové rysy neudržely. Je nejasné, který je který. Když byli poprvé představeni, William byl menší než Jack, ale později, například v „Dalton City“, je Jack z těchto dvou menší. Chyba byla původně provedena Morrisem, který zpočátku představil Williama jako menšího, ale na konci jej nazval Jackem. V některých příbězích („Dalton City“, „Le prophète“ a „La légende de l'ouest“) je vidět, jak se menší velmi rychle opil.

### Averell Dalton
Nejvyšší, nejmladší a nejhloupější z bratrů. Je posedlý jídlem a pořád se ptá: „Kdy už budeme jíst?“, což leze na nervy Joemu. Averell má hodně rád Tramtabuma, protože mají oba požitek z jídla a jsou na stejném stupni inteligence (jestli se jejich stupeň hlouposti ještě dá nazývat inteligencí). Je to většinou Averell nebo Tramtabum, koho Joe zmlátí, když je naštvaný. Averell je dobrosrdečný a díky své hlouposti dokonce občas vypadá čestně, což pomáhá Lucky Lukovi v navrácení Daltonů zpět do vězení. Avšak po Lucky Lukově kritice na Averellovo kuchařské umění v „Dalton City“ se dokázal chovat dost násilně a vyhrožoval Lukovi zastřelením. Averell konzumuje dost zvláštních věcí, zásluhou svého velkého apetitu. Například celého vola, mýdlo (mockrát), hliněný hrnec s rozmačkanou kukuřicí a kousky pohřebníkova oblečení s kloboukem, na který si stěžoval, že chutná jako terpentýn.
Jak říká sám Averell: „Možná jsem hloupej, ale jsem hezkej!“ („Daisy Town“ – „Sedmikráskov“).

### Ostatní Daltonové
V pozdějších příbězích se objevuje také matka Daltonů. Na rozdíl od svých synů, Máma Daltonová je ve své oblasti populární a místní lidé ji vždy s úsměvem bohatě obdarují jídlem. Aby nevypadala jako objekt charity, Máma „nakupuje“ se starou zbraní tak, jako její synové vykrádají banky. Zákazníci a obsluha jen zvednou ruce nad hlavu a opětují jí s úsměvem.
Máma se později vrátila k opravdovému zločinu, když dovolila svým synům, aby se oblékli jako ona, za účelem lehčího vybírání bank (bankéři váhali přiznat, že byli okradeni starou ženou).
Nejradši má Averella. Ke svým synům se chová, jako by byli stále děti: umývá jim ústa mýdlem pokud používají sprostá slova a dokonce pohlavkuje Joa.
Nikdy neukázán, ale často zmiňovaný je otec Daltonů. Joe je mu pravděpodobně nejpodobnější. Byl to kasař, ale rozhodl se vyzkoušet dynamit a byl zabit.
V jednom příběhu se objevil Marcel Dalton, ředitel banky ve Švýcarsku a kvůli své čestnosti ostuda celé Daltonovy rodiny.
V animovaném filmu La Ballade des Dalton (Balada o Daltonových) je zmínka o strýci Henry Daltonovi. Je vidět pouze na plakátu hledaných osob a téměř na konci je vidět jeho socha (vypadá hodně jako Joe). Je uveden jako skvělý bandita, inspirace pro Joa, Williama, Jacka a Averella. Ve filmu je bratrům řečeno, že Henry zemřel následkem oběšení („přirozenou smrtí“, jak komentoval Joe). Ve své závěti odkazuje svůj mohutný majetek bratrům. Ovšem jen za podmínky, že se stanou nástrojem jeho pomsty a zabijí soudce a porotu, která jej odsoudila (což se jim díky Lukovi samosebou nepodaří).

### Výskyt v komiksech
Bratři Daltonové se objevili v následujících příbězích Luckyho Luka:
- Lucky Luke contre Joss Jamon (11)
- Les Cousins Dalton (12)
- L'Évasion des Dalton (15)
- Sur la piste des Dalton (17)
- Les Dalton dans le blizzard (22)
- Les Dalton courent toujours (23)
- Les Dalton se rachètent (26)
- Tortillas pour les Dalton (31)
- Dalton City (34)
- Ma Dalton (38)
- L'Héritage de Ran-Tan-Plan (41)
- La Guérison des Dalton (44)
- Le Magot des Dalton (47)
- Daisy Town (51)
- La Ballade des Dalton et autres histoires (55)
- L'Amnésie des Dalton (60)
- Les Dalton à la noce (62)
- Marcel Dalton (67)
- Le prophète (68)
- La légende de l'ouest (71)
- La Corde au cou (72)

Bratři Daltonové se v česky přeložených příbězích Luckyho Luka objevili v:
- Lucky Luke Tortilly pro bratry Daltonovy (1)[1]
- Lucky Luke Dalton City (4)
- Lucky Luke Jesse James (5) - pouze epizodní role
- Lucky Luke Máma Daltonová (8)
- Lucky Luke Tramtabumovo dědictví (12)
- Lucky Luke Psychoterapie Daltonových (13)
- Lucky Luke Poklad Daltonových (16)
- Daisy Town (film)
- Balada o Daltonových (film)
- Lucky Luke na Divokém západě (film)